# Fissidens stolonaceus
Fissidens stolonaceus är en bladmossart som beskrevs av C. Müller 1879. Fissidens stolonaceus ingår i släktet fickmossor, och familjen Fissidentaceae. Inga underarter finns listade i Catalogue of Life.